# Gymnobucco calvus
Gymnobucco calvus là một loài chim trong họ Lybiidae.